# Pseudoxyops borellii
Pseudoxyops borellii är en bönsyrseart som beskrevs av Giglio-tos 1897. Pseudoxyops borellii ingår i släktet Pseudoxyops och familjen Mantidae. Inga underarter finns listade i Catalogue of Life.